# تمساح أولي
التمساح الأولي (الاسم العلمي: †Proterosuchus) هو جنس منقرض من الزواحف شبيهة الأركوصورات المبكرة. تم العثور على بقاياه في جنوب أفريقيا والصين. اعتبر جنسا التمساح الفاغر Chasmatosaurus والتمساح الخفيف Elaphrosuchus مرادفين للتمساح الأولي، وتم نقل جميع أنواعهما إلى التمساح الأولي.